# 內藤武宣
內藤武宣（日语：／ Naitō Takenobu，1938年7月17日—），日本政治家秘書、記者、講師，同時亦為KBS京都前常務、早稻田大学稻門空手會顧問兼前會長。其岳父為前日本首相竹下登。

## 生平
生於福岡縣，父親為建設公司社長內藤用一郎，大姐內藤陽子是畫家野見山曉治的第一任太太。就讀福岡縣立修猷館高中，高中時期曾獲得全國柔道團體賽冠軍。高中畢業後入讀早稻田大學教育學部，期間是空手部成員。大學畢業後加入每日新聞政治部，成為一名記者。後來經早大校友、讀賣新聞政治部出身的政治評論家宮崎吉政介紹下認識了竹下登，並和竹下登次女結婚。
1972年離開每日新聞社，同年12月出戰第33回眾議院議員總選舉舊福岡1區，可是最終敗給山崎拓。在此之後，內藤武宣並沒有如外界所預期般出戰下一屆的眾議員選舉，而是成為岳父竹下登的私人秘書，全力協助岳父的政治生涯。1985年，竹下登成立創政會（後改名為經世會、現為平成研究會），內藤成為該會機關報《創政》的總編輯。後來《創政》改名為《經世》。內藤擔任《經世》總編輯前後共十多年。
1989年出任KBS京都常務。1991年，社長福本邦雄因被捲入日本戰後最大的經濟案件「伊藤萬事件」而辭職，內藤亦被捲入事件因而跟著福本一起辭職。1996年竹下登成立三寶會，內藤出任該會的世話人。
晚年在早大任職講師，同時出版了不少和空手道有關的書籍。曾於2003年至2006年出任早大空手部後援會「稻門空手會」會長，現為該會的顧問。據兒子DAIGO所指，現時內藤武宣已患上癌症，身體狀況並不好。

## 個人生活
內藤武宣和妻子内藤丸子（本姓竹下，竹下登次女）於1972年結婚，兩人相差十來歲，育有三名子女，其中長女影木榮貴為漫畫家、長子是一般上班族、么子DAIGO為藝人。
長女影木榮貴在書中曾提到父親內藤武宣不喜歡飛機，故很討厭到海外旅行。
內藤是空手道五段持有者。

## 來源
1. 1 2  . ニコニコニュース.   [2022-12-24]. （原始内容存档于2022-12-25） （日语）.
2. ↑  . デイリースポーツ online.   [2022-12-24]. （原始内容存档于2022-12-24） （日语）.
3. 1 2  . motoyun-anl.com.   [2022-12-24]. （原始内容存档于2022-12-25）.
4. 1 2  . J-CAST トレンド. 2021-08-04  [2022-12-24]. （原始内容存档于2022-12-24） （日语）.
5. ↑  . : 133.
6. 1 2  . 本と雑誌のニュースサイト／リテラ.   [2022-12-24]. （原始内容存档于2022-12-24）.
7. ↑  . 稲門空手会 -. 2018-01-30  [2022-12-24]. （原始内容存档于2022-12-24）.
8. ↑  . モデルプレス - ライフスタイル・ファッションエンタメニュース.   [2022-12-24]. （原始内容存档于2023-01-17） （日语）.
9. ↑  影木榮貴. .